# Eustaquio Gopar
Eustaquio Gopar (2 de noviembre de 1876-25 de octubre de 1963) fue uno de los "Últimos de Filipinas" y político, nacido en el municipio de Tuineje (Fuerteventura, Canarias). 

## Primeros años
Labrador de joven, se enrola en el ejército y es destinado a Filipinas en el Batallón Expedicionario de Cazadores n.º 2, a la edad de 23 años. 
Tras la paz de Biak-na-Bato, aparentemente sofocada la revolución filipina, el gobierno decide sustituir los 400 hombres del Mayor Génova, en Baler, por el pequeño destacamento de 50 hombres al mando de Juan Alonso Zayas.

## El sitio de Baler
Gopar embarca en Manila rumbo a Baler a principios de 1898, donde llega en febrero, junto al comandante del destacamento, el Teniente Juan Alonso Zayas, el Teniente Saturnino Martín Cerezo y el recién nombrado gobernador civil y Militar del Distrito el Príncipe, el Capitán de Infantería Enrique de las Morenas y Fossi.
A pesar de que entre Baler y Manila apenas había 100 kilómetros, las comunicaciones por tierra eran prácticamente inexistentes, siendo el barco el medio habitual para la recepción de mercancías y noticias.
Tras un breve periodo de tranquilidad, el 30 de junio de 1898, durante una patrulla rutinaria, los hombres al mando de Cerezo caen en una emboscada de los insurgentes filipinos, comandados por Teodorico Novicio Luna, resultando herido el cabo Jesús García Quijano, comenzando el sitio.
Los españoles, se refugian en la iglesia del pueblo por ser el edificio más sólido y defendible en caso de prolongarse la situación, que, finalmente, duró 337 días. El 18 de octubre, Alonso muere de beriberi, tomando el mando del destacamento Martín Cerezo hasta el final del sitio, en junio de 1899.

## Regreso a España
El 28 de julio de 1899, embarca junto con el resto de los supervivientes en el puerto de Manila y llega a Barcelona el 1 de septiembre.
Tras la guerra de Filipinas, Eustaquio Gopar comenzó a involucrarse en la vida política y social de la isla, llegando a ser dos veces alcalde de su pueblo natal, mandatos durante los cuales, se adquirió la primera bomba de agua con la que contó el municipio. En su municipio desempeñó los siguientes cargos a lo largo de su vida:
- juez de paz Sustituto: del 12 de septiembre de 1901 al 19 de abril de 1902
- juez de paz Sustituto: del 27 de diciembre de 1924 al 1 de enero de 1928
- Alcalde Presidente: del 12 de marzo de 1930 al 10 de mayo de 1933
- juez de paz Propietario: del 15 de septiembre de 1933 al 1 de febrero de 1941
- juez de paz Propietario: del 1 de enero de 1942 al 27 de abril de 1946
- Alcalde Presidente: del 24 de abril de 1955 al 19 de febrero de 1961

A su muerte, se celebró el funeral como héroe de guerra, al que acudieron todas las autoridades civiles y militares de la isla. Hoy en día, una placa conmemorativa en la calle donde vivió, recuerda a este personaje de Fuerteventura.